# La difesa della razza

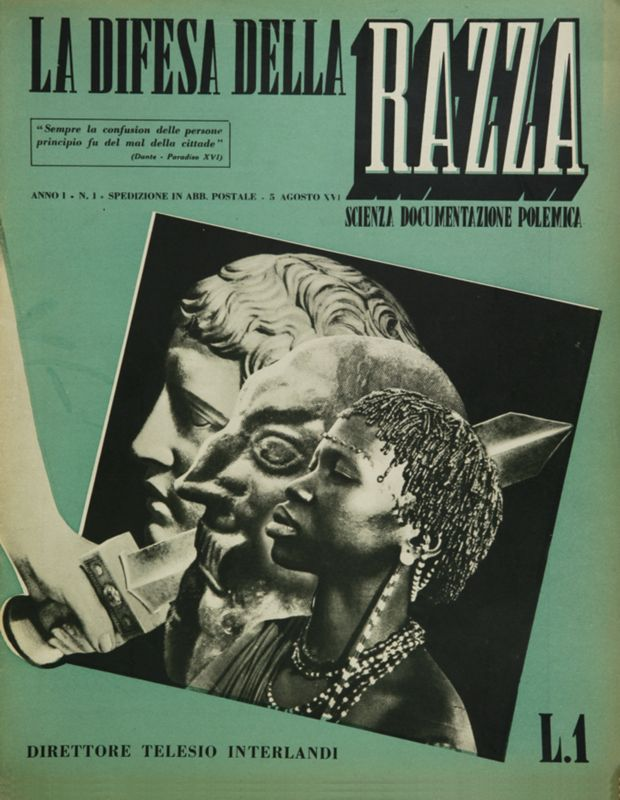
Frontespizio del primo numero della rivista del 5 agosto 1938

La difesa della razza fu un quindicinale italiano diretto fin dal primo numero (5 agosto 1938) da Telesio Interlandi e venne stampato, con cadenza regolare, fino al 1943 (l'ultimo numero, il 117º, risulta uscito il 20 giugno 1943) dalla casa editrice Tumminelli di Roma. Esso fu il principale strumento antisemita del regime fascista, destinato a promuovere le leggi razziali fasciste.
La difesa della razza è stata la rivista più famosa del filone del razzismo fascista, sotto il controllo del Ministero della cultura popolare, con il preciso scopo di elaborare e di divulgare una dottrina "scientifica" della razza che giustificasse agli occhi dell’opinione pubblica italiana la politica coloniale e, soprattutto, l'antisemitismo di stato. L'obiettivo era di persuadere gli italiani che il colonialismo, l'eugenetica, il divieto dei matrimoni misti e le leggi razziali fossero scelte politiche legittimate dalle leggi di Natura.
L'anno era indicato solo secondo l'Era fascista e anche la numerazione delle annate seguiva lo stesso sistema (ad esempio il primo numero dell'anno II fu quello del 5 novembre 1938). Nel corso degli anni le pagine della rivista diminuirono progressivamente a causa della mancanza di utili derivanti dalla vendita del periodico: il rotocalco raggiunse un numero massimo di sessantaquattro pagine (nei numeri destinati agli approfondimenti) e uno minimo di quattro nel numero del 5 aprile 1943, consegnato alle stampe incompleto (se si considera la numerazione delle pagine interne avrebbe dovuto raggiungere almeno la ventina di pagine).

## Contenuto
La difesa della razza proponeva dei resoconti, in realtà infondati, e delle idee altrettanto prive di fondamento sostenenti la superiorità della "razza ariana" alla quale gli italiani sarebbero dovuti appartenere. La rivista ebbe anche lo scopo di fomentare le paure dei lettori su delle presunte "contaminazioni biologiche" che sarebbero avvenute qualora gli italiani si fossero riprodotti assieme alle "razze inferiori" (con le quali l'Italia imperiale era venuta in quell'epoca a contatto).
Nelle pubblicazioni furono esaltate molte teorie del complotto completamente prive di fondamento e il più delle volte già smentite, come quella dei Protocolli dei Savi di Sion (un falso documentale, diffuso agli inizi del XX secolo dalla polizia segreta zarista col preciso intento di diffondere l'antisemitismo verso gli ebrei nell'Impero russo, il quale vedeva gli ebrei e i massoni coinvolti in un diabolico piano per il dominio del mondo).
Gli articolisti trattarono anche, in chiave minore, il tema dell'omosessualità, etichettandola come un qualcosa che “viola le leggi della natura” e il comunismo (o bolscevismo) ritenuto come una delle principali sciagure dell'umanità.

### Copertine e illustrazioni
L'estetica della rivista risulta estremamente mutevole nel colore e nel soggetto ritratto fino allo stile utilizzato (scultura, caricatura, fotografia, pittura, illustrazione...).
I soggetti maggiormente rappresentati sono: individui o popoli ritenuti biologicamente e/o culturalmente inferiori (ebrei, zingari, rumeni, inglesi, statunitensi, neri, arabi, russi...), bambini/ragazzi o famiglie ariane, l'impero coloniale italiano, il Regio Esercito, il Partito Nazionale Fascista, le armi ritratte come oggetti di culto, le glorie e i motivi di vanto dell'Italia nonché l'arte ellenistica (solitamente vittoriosa sull'arte africana o degenerata).
L'unico artista degno di nota che collaborò per la rivista fu Bepi (Giuseppe) Fabiano, autore di sette copertine e di quattro illustrazioni interne. Il resto delle illustrazioni fu ripreso, da parte della redazione, in maniera amatoriale o da altre opere di natura scientifica o artistica (anche dell'ambito cinematografico).

### Struttura
La rivista, composta mediamente da diverse decine di pagine, si divise, dal principio, in quattro macro sezioni (riportante anche sulla copertina): scienza, documentazione, polemica e questionario (sebbene quest'ultimo sia apparso per la prima volta a partire dal sesto numero).
Nel corso degli anni le prime tre parti andarono perdendosi in favore di un assetto ripartito in singoli articoli e non più in macro sezioni a differenza del questionario che rimase integrato fino all'ultimo numero.
ScienzaNel segmento dedicato alla scienza si volle trattare il razzismo e l'antisemitismo in un'ottica medica e biologica, soffermandosi soprattutto sulla genetica (il tutto portato avanti attraverso esclusivamente ragionamenti pseudoscientifici basati su pregiudizi e stereotipi, facendo spesso leva su fattori puramente estetici).
DocumentazioneNella parte riservata alla documentazione si affrontò, attraverso delle proiezioni statistiche, il declino demografico ed economico dei popoli cosiddetti "non ariani" in confronto alla prosperità di quello italiano (definito ariano). I risvolti successivi, avvenuti nei decenni dopo le pubblicazioni dei pezzi, dimostrarono un intento propagandistico e per nulla ponderato nell'uso della statistica e delle proiezioni effettuate.
PolemicaNella porzione dedicata alla polemica vennero inseriti i pezzi di opinione nei quali ristagnava il cospirazionismo politico, economico e scientifico (solitamente verso gli ebrei, i massoni, i bolscevichi e i popoli africani).
QuestionarioIl questionario volle essere una sorta di FAQ alle domande dei lettori, anche se quasi tutti i quesiti presi in esame (visto il tono apertamente schierato della rivista) furono poco più che retorici e portarono a delle risposte monodirezionali su ogni aspetto e presso ogni questione o contesto; anche se, a volte, la rivista prendeva in considerazione delle domande ostili (come quella sottocitata sulla falsificazione della foto relativa all'arruolamento francese) per risponderne in modo denigratorio.
Della retorica del periodico un esempio lo possiamo trovare nel sesto numero della rivista dal titolo Sangue misto:
Sebbene l'esercito italiano sia cattolico, come cattolica è non la fede ma la midolla della civiltà italiana, nulla vieta ad un ufficiale di essere ateo, e quindi di educare i figli senza fede, cosa che noi crediamo rarissima e incongruente; ma quanto ai figli, trattandosi di matrimonio misto, se al termine del l'ottobre XVI non avevano professato una religione diversa dall'ebraica, crediamo che sia difficile considerarli di razza italiota, perché la deliberazione del Gran Consiglio vuole in questi casi una professione di religione diversa dall'ebraica, vuole quindi che una religione si abbia. E se non possono essere considerati di razza italiana, si troveranno nella condizione degli ebrei, non potranno frequentare scuola italiana.»

## Storia della testata

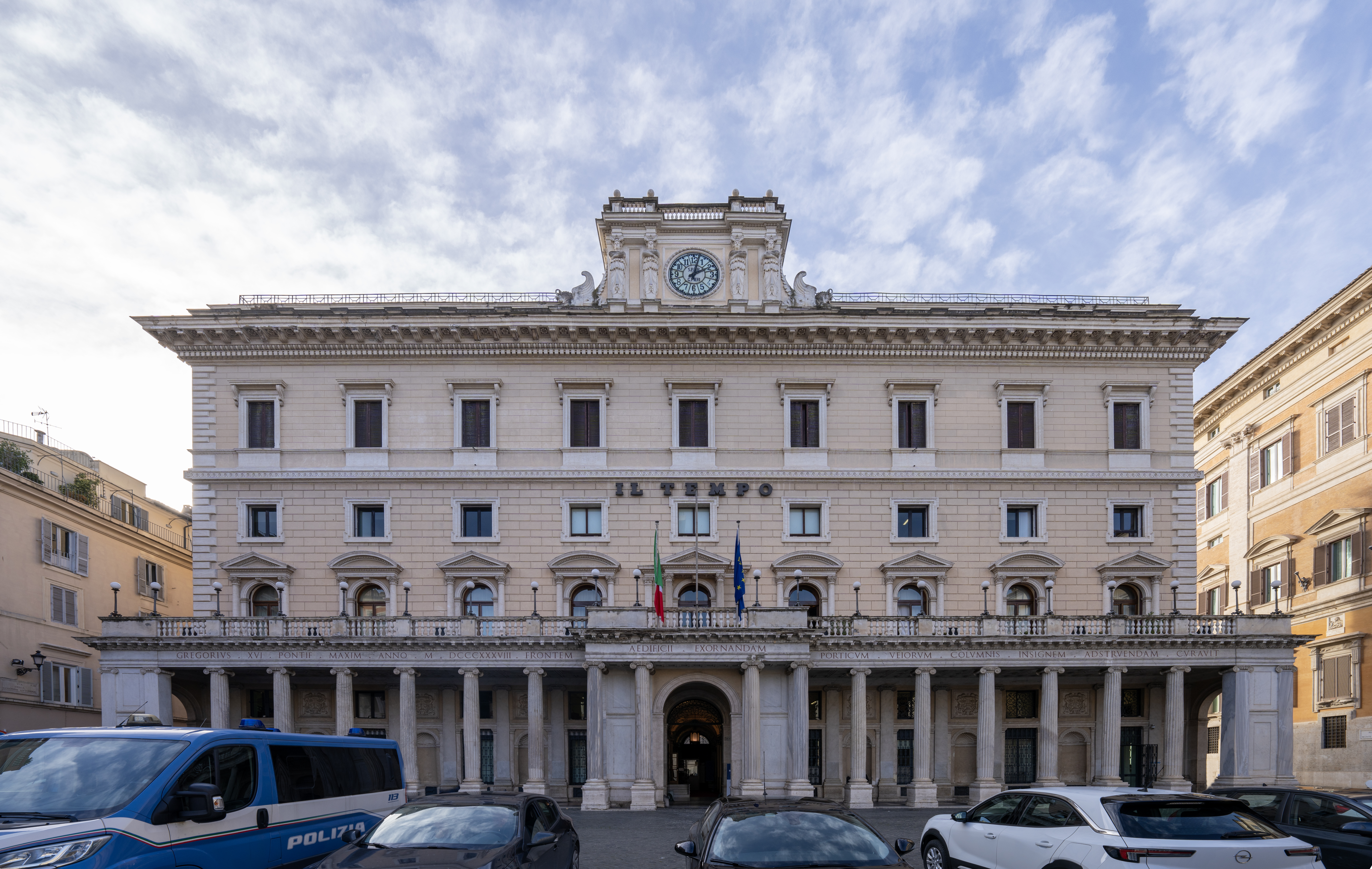
Il Palazzo Wedekind, sede della rivista, situato al numero 366 di Piazza Colonna, Roma (2016)

### Nascita della rivista
Benito Mussolini nel 1938, insieme alle leggi razziali contro gli ebrei, volle imprimere un cambiamento culturale al popolo italiano grazie alla forza della carta stampata come mezzo di comunicazione di massa e fu per questo motivo che ideò la rivista La difesa della razza. Per assolvere tale compito convocò egli stesso per un’udienza, di cui non si hanno molte notizie a parte un breve comunicato, il quale apparve sulla stampa quotidiana, Telesio Interlandi (direttore del quotidiano Il Tevere), per affidargli la direzione del rotocalco. E fu proprio su Il Tevere che, in occasione della nascita della rivista, si istituì un concorso, dal 12 al 13 settembre 1938, per la copertina della rivista e il vincitore, oltre a poter veder riprodotta l'immagine per tre numeri consecutivi del periodico, avrebbe ottenuto un premio di 1000 lire italiane.
A partire dal 20 settembre 1938 il segretario di redazione del periodico fu il 24enne Giorgio Almirante (che fu poi segretario del MSI dal 1948 al 1950 e dal 1969 al 1987).
Sebbene inizialmente la redazione fosse situata in Largo Cavalleggeri 6, Roma, nel novembre del 1938 venne spostata al Palazzo Wedekind al 336 di Piazza Colonna, Roma, nei pressi di Palazzo Montecitorio e Palazzo Chigi.
Inizialmente fu il Ministero della Cultura Popolare a occuparsi della pubblicazione della rivista, fissando a 140 000 copie la tiratura del periodico al prezzo popolare di una lira italiana a copia (ritenuto da molti eccessivamente basso considerando le spese). L'alta tiratura, il prezzo basso per una singola copia e l’affitto dei lussuosi locali della sede editoriale ebbero l'effetto di far rapidamente lievitare i costi della rivista che tra il 15 agosto 1938 e il 30 giugno 1939 incominciò a registrare forti perdite.

#### Sostegno alle leggi razziali
Con la sua nascita la rivista si vide promotrice e divulgatrice delle leggi razziali fasciste (anche se, in forma ridotta e anonima, esse vennero precedentemente annunciate su Il Giornale d'Italia il 14 luglio 1938 con un articolo intitolato Il Fascismo e i problemi della razza.
La pubblicazione del Manifesto della Razza vide illustrati in 10 punti l'importanza del razzismo e la superiorità della razza italiana; il tutto fu accompagnato da diverse illustrazioni grafiche che avevano lo scopo di semplificare la comprensione delle leggi razziali fasciste.

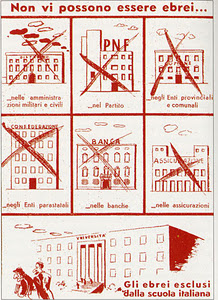
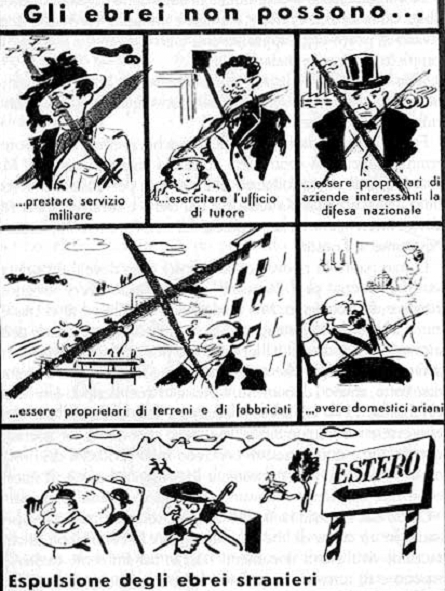

#### La post-verità e il diritto alla falsificazione
Nel suo secondo numero il rotocalco riprese dalla testata tedesca Berliner Illustrierte Zeitung una fotografia di un arruolamento di minatori africani presentandola pur tuttavia come una testimonianza, avuta di prima mano, della spregiudicatezza della democrazia francese disposta addirittura a raggranellare i "negri" delle proprie colonie nelle proprie armate, segno del basso tasso di natalità dei francesi.
Diversi giornali olandesi e francesi presero visione delle accuse e per tutta risposta denunciarono il grossolano abbaglio dalla rivista che di rimando, nel marzo del 1939, ammise, in forma anonima, il falso ma nel farlo rivendicò il proprio diritto alla falsificazione con un articolo dal titolo Un falso che dice la verità:
(Anonimo, risposta nel questionario del 5 marzo 1939)
Anche dopo quell'evento la redazione continuò a falsificare o travisare, in buona o mala fede, ulteriori immagini e fotografie come quella della Venere Ottentotta dichiarando come, a differenza di ciò che era già dato per assodato all'epoca, la sua particolare anatomia non derivasse da un incrocio tra gruppi etnici africani ma da un incrocio tra la razza bianca e quella nera; nel fare ciò caddero anche nel pesante errore di asserire che il disegno preso in considerazione, risalente ai primi dell’Ottocento, fosse una fotografia (probabilmente al fine di darne una parvenza più autorevole sotto l'aspetto dell'autenticità visiva). In risposta al fatto l'etnografo Lidio Cipriani scrisse all'antropologo Guido Landra (entrambe firme della rivista): “Quando esce il nuovo numero della Difesa della Razza? Cercate che non vi siano altri sfondoni come quello della Venere Ottentotta”.

### Anni successivi

#### Finanze in crisi
Già nel primo anno di gestione della rivista si contò un deficit di 1.115.687 lire. Nel secondo semestre del 1940 venne presa la decisione di ridurne notevolmente la tiratura, da 140 000 a 20 000 copie (delle quali circa 9000 distribuite come omaggi o per abbonamenti), nel tentativo di abbatterne i pesanti costi, ma la mossa non migliorò in modo significativo le finanze. Dal primo dicembre 1940 la gestione operativa venne assegnata direttamente alla Tumminelli editore, la casa editrice adibita fin dal principio alla stampa del periodico. Nel tentativo di contenerne i costi il numero delle pagine venne ridotto mediamente da 48 a 32 (arrivando poi, verso la fine del ciclo vitale della rivista, alla ventina) ma nonostante ciò i bilanci non diedero nessun segnale di miglioramento e il Ministero della Cultura Popolare dovette continuare a sovvenzionare il progetto politico-propagandistico nel tentativo di non farlo fallire.
Una denuncia della disastrosa situazione gestionale pervenne a Celso Luciano, capogabinetto del Ministero della Cultura Popolare, da Carlo Barduzzi dopo esser stato licenziato, nell'agosto del 1940, dal suo ruolo di redazione. Egli infatti pose l'attenzione sulle scarse capacità organizzative del direttore Telesio Interlandi, evidenziandone l'inutile sperpero di denaro:
(Carlo Barduzzi)

#### La guerra e la psicosi anti-ebraica
Nonostante il già presente antisemitismo sistemico della testata dopo l'entrata in guerra da parte dell'Italia, accanto alle potenze dell'Asse, la propaganda antisemita divenne più violenta addebitando agli ebrei gran parte delle responsabilità del conflitto e continuando a mettere in guarda gli italiani dai rischi del "meticciato" ritrovando nel razzismo sistemico l'unico presunto antidoto rispetto alle contaminazioni sociali.
(Giorgio Almirante, 5 maggio 1942)
Con il procedere del conflitto si esacerbò anche il profondo clima di paranoia anti-giudaica che vedeva gli ebrei in combutta con gli inglesi: se questi ultimi furono dichiaratamente il nemico sul fronte bellico, gli ebrei, in linea con la linea cospirazionista della redazione, vennero etichettati come onnipresenti spie.

### Chiusura
Coincidentemente al crollo dei consumi causati dalla seconda guerra mondiale la rivista vide diminuire i propri proventi pubblicitari. Questo evento, insieme alla situazione finanziaria già critica delle testata, contribuì alla chiusura del periodico il cui ultimo numero risale al 20 giugno 1943.
Dopo la chiusura, la sede della rivista, il Palazzo Wedekind, fu per un breve lasso di tempo durante il periodo della Repubblica Sociale Italiana, dal settembre del 1943 fino alla liberazione di Roma nel giugno 1944, sede dei fascisti romani; nel 1945 divenne la sede del quotidiano Il Tempo.